# Edmontosaurus
Edmontosaurus era un hadrozaur, singurul care nu avea creastă, prada preferată a Gorgozaurului și a Tiranozaurului. Acesta a trăit în Cretacicul Târziu, acum 65 milioane de ani. Acesta este cunoscut pentru mumiile din specia sa, descoperite pe fundul mării, fiind aceasta o descoperire prețioasă pentru paleontologi.